# Faldum Gábor
Faldum Gábor (Baja, 1988. június 24. –) magyar triatlonversenyző.

## Sportpályafutása
Hétéves korában kezdett triatlonozni. A junior duatlon világbajnokságon 2004-ben 29., 2005-ben kilencedik volt. A 2005-ös junior duatlon Eb-n csapatban negyedik helyezést szerzett. 2006-ban a triatlon junior vb-n 51., a junior Eb-n 25. helyen érkezett a célba. A junior duatlon Eb-n egyéniben hetedik, csapatban nyolcadik lett. A 2007-es triatlon junior vb-n 23., az Európa-bajnokságon egyéniben 12., csapatban 10. helyezést ért el. A duatlon junior vb-n egyéniben hetedik, csapatban negyedik volt.
A 2010-es sprint világbajnokságon 28. helyen végzett. A vegyesváltó világbajnokságon hatodik helyezést szerzett. Az U23-as Európa-bajnokságon nem ért célba. Az U23-as világbajnokság döntőjében 15. volt. A 2011-es U23-as vb-n 42. helyezést szerzett. Ugyanennek a korosztálynak az Európa-bajnokságán 11. lett. A 2012-es Európa-bajnokságon 26. helyezést ért el. A vegyesváltóban az Európa-bajnokságon hetedik, a világbajnokságon nyolcadik helyen végeztek.
2013-ban a vegyesváltó Európa-bajnokságon ötödik, a világbajnokságon 18. volt. 2014-ben az Európa-bajnokságon egyéniben 28., vegyesváltóban negyedikként végzett. A világbajnoki versenysorozatban 72. lett. A 2015-ös Európa-bajnokságon az egyéni versenyt feladta. A vegyesváltó vb-n hatodik helyezést szereztek (Kovács Zsófia, Tóth Tamás, Vanek Margit). A 2015. évi Európa-játékokon 32. volt. A világbajnokság döntőjében 25. helyen végzett.

## Díjai, elismerései
- Az év magyar triatlonosa (2014, 2015, 2016,[1] 2017[2])